# Shake It Up: Dance Dance
Shake It Up: Dance Dance (også kendt som Shake It Up: Break It Down udenfor Europa) er et Disney Channel-soundtrack fra den populære tv-serie, Shake It Up. Det blev udgivet den 12. juni, 2011 som en 2-disk CD + DVD combo, hvoraf DVD'en viser forskellige dansetrin. Albummet, toppede som nummer, 22 på den amerikanske Billboard 200 og toppede på den amerikanske Billboard Top Soundtracks, og den amerikanske Billboard Kid Albums. Den toppede, som nummer 65 i Mexico. Et, andet soundtrack, med titlen "Shake It Up: Live 2 Dance" blev udgivet den 20. marts, 2012.

## Singler
Soundtracket, havde to singler. Den første single, "Shake It Up", af Selena Gomez, toppede som nummer 65, på den amerikansk Billboard Hot Digital Songs, og fungerer, også som seriens temamelodi. Den anden single, "Watch Me", af Bella Thorne og Zendaya, toppede som nummer, 86 på den amerikanske Billboard Hot 100.

## Trackliste
| 1.  | "Shake It Up" (Selena Gomez)                       | Jeannie Lurie, Aris Archontis, Chen Neeman                                   | Lurie, Archontis, Neeman | 3:01 |
| 2.  | "Breakout" (Margaret Durante)                      | Ben Charles, Aaron Harmon, Jim Wes                                           | Charles, Harmon, Wes     | 2:59 |
| 3.  | "Not Too Young" (Chris Trousdale og Nevermind)     | Antonina Armato, Tim James, Thomas Sturges, Braxton Langston-Chapman         | Rock Mafia               | 2:55 |
| 4.  | "School's Out" (Kyra Christiaan)                   | Charles, Harmon, Wes                                                         | Charles, Harmon, Wes     | 2:34 |
| 5.  | "Watch Me" (Margaret Durante)                      | Charles, Harmon, Wes                                                         | Charles, Harmon, Wes     | 2:55 |
| 6.  | "All The Way Up" (Alana de Fonseca)                | Ali Dee Theodore, Sarai Howard, Fonseca, Jason Gleed                         | Ali Dee                  | 3:30 |
| 7.  | "We Right Here" (Drew Ryan Scott)                  | Dapo Torimiro, Scott                                                         | Dapo                     | 3:11 |
| 8.  | "Dance For Life" (Adam Hicks og Drew Seeley)       | Lambert Waldrip, Adam Hicks, Justin Mobley, Anna Vasilenko, Tocarra Phillips | Stereo                   | 2:55 |
| 9.  | "Twist My Hips" (Tim James og Nevermind)           | Armato, James, Sturges, Nevermind                                            | Rock Mafia               | 2:56 |
| 10. | "Roll The Dice" (Marlene Strand)                   | Niclas Molinder, Joacim Persson, Johan Alkenas, Geraldo Sandell              | Twin, Alkenas            | 2:58 |
| 11. | "Just Wanna Dance" (Geraldo Sandell og Ricky Luna) | Molinder, Persson, Jonas Thander, Charlie Mason, Luna                        | Twin, Alkenas            | 3:07 |
| 12. | "Our Generation" (Sibel Redzep)                    | Molinder, Persson, Alkenas, Scott                                            | Twin, Alkenas            | 4:15 |
| 13. | "All Electric" (Anna Margaret og Nevermind)        | Armato, James, Sturges, Nevermind                                            | Rock Mafia               | 3:07 |
| 14. | "Watch Me" (Bella Thorne & Zendaya)                | Charles, Harmon, and Wes                                                     | Charles, Harmon, Wes     | 2:55 |

| 15. | "It's Alive" (Nayana Holley) | Jeannie Lurie, Aris Archontis, Chen Neeman | Lurie, Archontis, Neeman | 3:21 |

| 15. | "Bling Bling" (Windy Wagner) | Joleen Belle, Windy Wagner, Michael Smidi Smith |  | 2:37 |

### DVD-trackliste
| #  | Titel                                     | Længde |
| -- | ----------------------------------------- | ------ |
| 1. | "Shake It Up Break It Down DVD Menu"      | 0:31   |
| 2. | "Shake It Up Break It Down Introduction"  | 0:40   |
| 3. | "School's Out"                            | 10:14  |
| 4. | "Watch Me"                                | 11:40  |
| 5. | "Breakout"                                | 10:50  |
| 6. | "Not Too Young"                           | 11:40  |
| 7. | "Shake It Up"                             | 11:46  |
| 8. | "End Credits [Shake It Up Break It Down]" | 0:33   |

## Hitlister
| Hitliste (2011)                | Højeste placering |
| ------------------------------ | ----------------- |
| Mexican Album Charts           | 65                |
| U.S. Billboard 200             | 22                |
| U.S. Billboard Top Soundtracks | 1                 |
| U.S. Billboard Kid Albums      | 1                 |

## Modtagelse
Andrew Leahey fra Allmusic sagde i sin anmeldelse: Udgivet efter afslutningen af første sæson af Shake It Up, byder dette soundtrackpå 14 sange fra den populære Disney-seri, samt en bonus DVD med trin-for-trin dansetrin. Selena Gomez synger titelsangen, mens skuespillerinderene Bella Thorne og Zendaya Coleman synger albummets anden single, "Watch Me." Allmusic gav albummet 3 stjerner.

## Hitlisteoptræden
Sangen toppede som nummer 22 på den amerikansk Billboard 200. Derudover, toppede den som nummer 65 i Mexico.

## Shake It Up (sang)
Shake It Up er en sang af den amerikanske popmusiker Selena Gomez fra soundtracket til Disney Channel tv-serien Shake It Up: Break It Down. Den blev skrevet og produceret af Jeannie Lurie, Aris Archontis, Chen Neeman. Den blev udgivet som albummets debutsingle den 15. februar, 2011 på Walt Disney Records.

### Hitlisteoptræden
Sangen toppede som nummer 65 på den amerikanske Billboard Hot Digital Songs.

#### Trackliste
- Digital download

1. "Shake It Up" — 3:15

### Hitlister
| Hitliste (2011)                             | Højeste placering |
| ------------------------------------------- | ----------------- |
| US Billboard Bubbling Under Hot 100 Singles | 9                 |

### Udgivelse
| Land           | Dato           | Format               | Pladeselskab          |
| -------------- | -------------- | -------------------- | --------------------- |
| Malaysia       | 27. marts 2011 | Digital download     | Universal Music Group |
| USA            | 12. juni 2011  | CD, Digital download | Walt Disney Records   |
| Storbritannien | 8. juli 2011   | CD, Digital download | Walt Disney Records   |